# Hun havde været i New York
Hun havde været i New York er en amerikansk stumfilm fra 1918 af Jerome Storm.

## Medvirkende
- Enid Bennett - Roberta Miller
- Earle Rodney - Matthew Sampson
- Marjorie Bennett - Prudence Sampson
- Gloria Hope - Judith Holmes
- Andrew Arbuckle - Adam Miller